# Campeonato Mundial de Halterofilismo de 1891
O 1º Campeonato Mundial de Halterofilismo foi realizado em Londres, no Reino Unido em 28 de março de 1891. Participaram 7 halterofilistas de 6 nacionalidades. 

## Medalhistas
| Evento           | Ouro                               | Prata                              | Bronze                    |
| ---------------- | ---------------------------------- | ---------------------------------- | ------------------------- |
| Categoria aberta | Edward Lawrence Levy · Reino Unido | Giacomo Zafarana · Reino da Itália | Arthur François · Bélgica |

## Quadro de medalhas
| Ordem | País            | Medalha de ouro | Medalha de prata | Medalha de bronze | Total |
| ----- | --------------- | --------------- | ---------------- | ----------------- | ----- |
| 1     | Reino Unido     | 1               | 0                | 0                 | 1     |
| 2     | Reino da Itália | 0               | 1                | 0                 | 1     |
| 3     | Bélgica         | 0               | 0                | 1                 | 1     |
| Total | Total           | 1               | 1                | 1                 | 3     |